# 対戦型格闘ゲーム一覧
対戦型格闘ゲーム一覧（たいせんがたかくとうゲームいちらん）は、コンピューターゲームの1ジャンルである対戦型格闘ゲームの一覧表である。なお、発売中止になった作品や同人ゲームなどは含まない。
- ゲームの名称は「シリーズ名」のみとし、続編やVer.UPについては記載を省いた（ただし、続編の記事のみが存在するゲームは例外としてリンクを示している）。
- 続編やVer.UPについてはリンク先にて記載がある場合もある。
- 表記の順序は「会社名」→「シリーズ名」で原則的に五十音順に記載した。

## あ行
アークシステムワークス
- カオスコード（開発：FK Digital）
- GUILTY GEARシリーズ
- バトルファンタジア
- BLAZBLUE

アールシーアイ → レインエンターテイメント
- 真・恋姫†夢想 〜乙女対戦★三国志演義〜

IGS（鈊象電子）
- 形意拳
- 傲剣狂刀
- 黄飛鴻

アイディアファクトリー
- スペクトラルVSジェネレーション（開発：IGS）

アイレム（アイレムソフトウェアエンジニアリング）
- パーフェクト・ソルジャーズ

アクアプラス
- AQUAPAZZA（開発：エクサム）

アグミックス
- ザ・クイーン・オブ・デュエリストシリーズ

アタリ
- ピットファイター
- プライマルレイジシリーズ

アトラティーバ・ジャパン
- 仁義ストーム The Arcade
- アルカナハートFULL!（開発：エクサム）

アニプレックス
- 鬼滅の刃 ヒノカミ血風譚（開発：サイバーコネクトツー、Steam版発売：セガ）

アリカ
- ファイティングEXレイヤー

アルケミスト
- 黄金夢想曲X

アルュメ
- ブランディア

ESP
- 餓狼伝 Breakblow

イマジニア
- 制服伝説 プリティ・ファイター（開発：元気）
- FIST（開発：元気）

ILLUSION
- バトルレイパーシリーズ

インクリメント・ピー
- 格ゲー野郎 Fighting Game Creator（共同開発：OUTBACK / D・A・S・T）

インクレディブルテクノロジーズ
- タイムキラーズ
- ブラッドストーム

インタープレイ
- クレイファイターシリーズ

エヴォガエンターテイメント
- レイジ・オブ・ザ・ドラゴンズ（開発：ノイズファクトリー）

ADK → SNK（新社）
- 痛快GANGAN行進曲
- NINJA MASTER'S〜覇王忍法帖〜
- ワールドヒーローズシリーズ

エクサム → チームアルカナ
- アルカナハートシリーズ（2以降）
- デモンブライド

エコールソフトウェア
- MELTY BLOODシリーズ（『Type Lumina』は除く）（開発:フランスパン / TYPE-MOON）
- アルカナハートシリーズ（PlayStation 2版、販売：AQインタラクティブ）
- UNDER NIGHT IN-BIRTH（開発：フランスパン）

エス・エヌ・ケイ（旧社）
- ストリートスマート
- SNKギャルズファイターズ（開発：夢工房）
- 餓狼伝説シリーズ
- 月華の剣士シリーズ
- ザ・キング・オブ・ファイターズシリーズ（『KOF'94』 - 『KOF2000』）
- サムライスピリッツシリーズ（「初代」 - 『甦りし蒼紅の刃』）
- 頂上決戦 最強ファイターズ SNK VS. CAPCOM
- 風雲シリーズ
- 武力 〜BURIKI ONE〜
- 龍虎の拳シリーズ

SNK（新社）（SNKプレイモア）
- SNK VS. CAPCOM SVC CHAOS
- ザ・キング・オブ・ファイターズシリーズ（『KOF2001』以降）
  - KOF MAXIMUM IMPACTシリーズ（開発：ノイズファクトリー）

- サムライスピリッツシリーズ（『サムライスピリッツ零』シリーズ以降）
- ネオジオバトルコロシアム
- SNKヒロインズ Tag Team Frenzy

エレクトロニック・アーツ・ビクター（現：エレクトロニック・アーツ）
- 羅媚斗（開発：AORN）

エンターグラム
戯画
- ヴァリアブル・ジオシリーズ

TGL
- ソードダンサーシリーズ
- アドバンスト ヴァリアブル・ジオシリーズ（家庭用ゲーム機版）

Autumn Games
- スカルガールズ（開発：Reverge Labs→Lab Zero Games）

## か行
カネコ
- 富士山バスター
- 大江戸ファイト
- パワーアスリート（開発：システムビジョン）

カプコン
- ヴァンパイアシリーズ
- ウォーザード
- エックス・メン チルドレン オブ ジ アトム
- CAPCOM FIGHTING Jam
- 激闘パワーモデラー
- サイバーボッツ
- ジャスティス学園シリーズ
- ジョジョの奇妙な冒険シリーズ
- スーパーマッスルボマー
- スターグラディエイターシリーズ
- ストリートファイターシリーズ
  - ストリートファイターIIシリーズ
  - ストリートファイターZEROシリーズ
  - ストリートファイターIIIシリーズ
  - ストリートファイターEXシリーズ（開発：アリカ）
  - ストリートファイターIVシリーズ（開発：ディンプス）
  - ストリートファイターV
  - ストリートファイター6

- 戦国BASARA X（開発：アークシステムワークス）
- 超鋼戦紀キカイオー
- ファイナルファイト リベンジ
- VS.シリーズ
  - CAPCOM VS. SNKシリーズ
  - VS.マーヴルシリーズ
  - タツノコ VS. CAPCOM CROSS GENERATION OF HEROES（開発：エイティング）

- Fate/unlimited codes（開発：エイティング）
- ポケットファイター
- マーヴル・スーパーヒーローズ

カルチャーブレーンエクセル（現：日本ゲーム）
- スーパーチャイニーズファイター
- 飛龍の拳シリーズ

元気
- 剣豪シリーズ

コーエーテクモゲームス

コーエー
- 三國無双
- デストレーガ

テクモ
- デッド オア アライブ シリーズ
- 闘姫伝承 ANGEL EYES

コナミグループ(旧コナミホールディングス)
コナミデジタルエンタテインメント /コナミアミューズメント
- アウトバースト
- 悪魔城ドラキュラ ジャッジメント
- イー・アル・カンフー
- G.A.S.P.!!〜Fighters'NEXTream〜
- サンデーVSマガジン 集結!頂上大決戦
- ティーンエージ ミュータント ニンジャ タートルズ トーナメント ファイターズ
- ドラグーンマイト
- バトルトライスト
- FIGHTING武術
  - 武戯 〜BUGI〜

- マーシャルチャンピオン
- ライトニングレジェンド 大悟の大冒険
- らくがきっず

ハドソン
- カブキ一刀涼談
- デュアルヒーローズ
- 天外魔境 真伝
- ブラッディロアシリーズ（開発：ライジング）

## さ行
彩京 → シティコネクション
- 堕落天使
- バトルクロード

Cygames
- グランブルーファンタジー ヴァーサス(開発：アークシステムワークス)

ザウルス → SNK（新社）
- 神凰拳（開発：システムビジョン）

SUBTLE STYLE
- アカツキ電光戦記 Ausf. Achse（開発：るつぼゲームワークス）
- エヌアイン完全世界（開発：るつぼゲームワークス）

サンソフト
- アストラスーパースターズ（開発：サンタクロース）
- ギャラクシーファイト ユニバーサル・ウォーリアーズ
- わくわく7

シネマサプライ
- THE MASTERS FIGHTER

ジャレコ → シティコネクション
- DEAD DANCE
- スラムドラゴン

ショウエイシステム
- 松村邦洋伝 最強の歴史をぬりかえろ!!

Sho-Pro / 東宝
- らんま1/2 超技乱舞篇
- らんま1/2 バトルルネッサンス

ズーム
- ゼロ・ディバイドシリーズ

スクウェア・エニックス・ホールディングス
スクウェア・エニックス
- エアガイツ（開発：ドリームファクトリー）
- トバルシリーズ（開発：ドリームファクトリー）
- ブシドーブレードシリーズ（開発：ライトウェイト）
- ミリオンアーサー アルカナブラッド（開発：エクサム）

タイトー
- エレメンタル ジェレイド
- 黄金の城
- カイザーナックル
- カオスブレイカー（開発：イオリス）
- サイキックフォースシリーズ
- ダイノレックス
- トップランキングスターズ
- バイオレンスファイト
- ファイターズインパクトシリーズ

セガサミーホールディングス
アトラス
- 豪血寺一族シリーズ
- ヘブンズゲート（開発：ラクジン）
- ペルソナ4 ジ・アルティメット イン マヨナカアリーナ（共同開発：アークシステムワークス）

サミー
- GUILTY GEARシリーズ（開発：アークシステムワークス、GUILTY GEAR XX #RELOADまで）
- サバイバルアーツ
- ザ・ランブルフィッシュシリーズ（開発：ディンプス）
- バトルブレイズ

セガ
- エターナルチャンピオンズ
- ゴールデンアックス・ザ・デュエル
- ああ播磨灘
- GUILTY GEAR XX SLASH（開発：アークシステムワークス）
- ソニック・ザ・ファイターズ
- ダークエッジ
- ホロシアム
- 電撃文庫 FIGHTING CLIMAX（開発：エコールソフトウェア / フランスパン）
- トイファイター（開発：アンカー）
- バーチャファイターシリーズ
- バーニングライバル
- ファイターズメガミックス
- ファイティングバイパーズシリーズ
- BLEACH DSシリーズ（開発：トレジャー）
- ブレードアークス from シャイニング（開発：スタジオ最前線）
- 北斗の拳（開発：アークシステムワークス）
- 幽☆遊☆白書 魔強統一戦（開発：トレジャー）
- ラストブロンクス

ソニー・インタラクティブエンタテインメント（旧ソニー・コンピュータエンタテインメント）
- BLEACH 〜ヒート・ザ・ソウル〜シリーズ（開発：エイティング）
- るろうに剣心 −明治剣客浪漫譚− 維新激闘編
- Cardinal Syn(開発：Kronos Digital Entertainment)

## た行
タカラトミー / タカラトミーアーツ
タカラ
- タツノコファイト
- 闘神伝シリーズ（開発：タムソフト）
- 熱闘シリーズ

トミー
- 覚悟のススメ
- ゾイドフルメタルクラッシュ（開発：エイティング）

データイースト → G-MODE
- 水滸演武シリーズ
- 対戦空手道シリーズ
- タトゥーアサシンズ
- ファイターズヒストリーシリーズ

データム・ポリスター
- 負けるな!魔剣道2

DISCOVERY
- ヴァルキリー

ディライトワークス → ラセングル
- MELTY BLOOD: TYPE LUMINA(開発：フランスパン、TYPE-MOON)

テクノスジャパン → アークシステムワークス
- ダブルドラゴン
- 超人学園ゴウカイザー

東映動画
- 北斗の拳6 激闘伝承拳 覇王への道（開発：ショウエイシステム）
- 北斗の拳7 聖拳列伝 伝承者への道（開発：ショウエイシステム）

東宝
- ゴジラ 爆闘烈伝（開発：アルファ・システム）
- ゴジラ 怪獣大決戦（開発：アルファ・システム）

東芝EMI（現：ユニバーサルミュージック）
- バトル・マスター 究極の戦士たち（開発：システムビジョン）

## な行
ニトロプラス
- ニトロ+ロワイヤル -ヒロインズデュエル-

任天堂
- アーバンチャンピオン
- ARMS
- キラーインスティンクトシリーズ（開発：レア）
- ジョイメカファイト

ネクソン
- DNF Duel（開発：アークシステムワークス / エイティング）

## は行
ハッカーインターナショナル
- ストリップ・ファイターII

バンダイナムコホールディングス
ナムコ / バンダイナムコゲームス・ナムコレーベル / バンダイナムコエクスペリエンス / バンダイナムコスタジオ
- ウェポンロード（開発：ビジュアルコンセプツ）
- ケルナグール(開発：ゲームスタジオ)
- ソウルキャリバーシリーズ（『ソウルキャリバーVI』のみ開発協力：ディンプス）
- 鉄拳シリーズ
- ポッ拳 POKKÉN TOURNAMENT
- ナックルヘッズ
- ファイティングレイヤー（開発：アリカ）
- 幽☆遊☆白書2 格闘の章
- るろうに剣心 -明治剣客浪漫譚- 再閃
- るろうに剣心 -明治剣客浪漫譚- 完醒

バンダイ ビデオゲーム事業部 / バンダイナムコゲームス・バンダイレーベル
- 仮面ライダー クライマックスヒーローズシリーズ（開発：エイティング）
- ガンダム・ザ・バトルマスターシリーズ（開発：ナツメ）
- 機動武闘伝Gガンダム（開発：パンドラボックス → シャノン）
- ジョジョの奇妙な冒険 オールスターバトル（開発：サイバーコネクトツー）
- 新機動戦記ガンダムW ENDLESS DUEL（開発：ナツメ）
- 聖闘士星矢シリーズ（開発：ディンプス）
- ドラゴンボールZ 超武闘伝シリーズ（開発：トーセ）
- ドラゴンボールZ Sparking!シリーズ（開発：スパイク・チュンソフト）
- 魔法少女リリカルなのはA's PORTABLE -THE BATTLE OF ACES-（開発：ウィッチクラフト）
- ろくでなしBLUES 対決!東京四天王

バンプレスト / バンダイナムコゲームス・バンプレストレーベル
- ウルトラマン Fighting Evolutionシリーズ（開発：メトロ）
- 機動戦士ガンダム（開発：アルュメ）
  - 機動戦士ガンダムEX-REVUE

- キン肉マン マッスルグランプリシリーズ（開発：アキ）
- 幻影闘技
  - クリティカルブロウ

- 超ドラゴンボールZ（開発：アリカ / クラフト&マイスター）
- スーパーロボットスピリッツ
- 速攻生徒会
- バーサスヒーロー 格闘王への道
- バトルクラッシャー（開発：さんえる）

バンダイナムコエンターテインメント
- ドラゴンボール ファイターズ（開発：アークシステムワークス）
- BLEACH Rebirth of Souls（開発：タムソフト）

ベック（現：バンダイナムコフォージデジタルズ）
- スーパービックリマン

エンジェル（現：メガハウス）
- 美少女戦士セーラームーンS 場外乱闘!? 主役争奪戦

ビスコ
- ブレイカーズシリーズ

Pikki
- Blade Strangers（開発：スタジオ最前線）

ビッコム
- ファイトフィーバー

ビデオシステム
- タオ体道

ヒューマン
- ブルーブレイカーバーストシリーズ

5pb.
- ファントムブレイカー（開発：RUN）
  - ファントムブレイカー アナザーコード（開発：デルタファクトリー）

ファミリーソフト
- あすか120%シリーズ

フウキ（富貴商会）
- アシュラシリーズ
  - アシュラブレード
  - アシュラバスター

フォレスト
- 人形使いシリーズ

PLAYISM
- カニノケンカ -Fight Crab-（開発：カラッパゲームス）

ホット・ビィ
- シュマイザーロボ

ポニーキャニオン
- ファイティングアイズ

ポリグラム（現：ユニバーサルミュージック）
- ツインゴッデス

## ま行
マーベラス
- ニトロプラス ブラスターズ -ヒロインズ インフィニット デュエル-（開発・AC版発売：ニトロプラス / エクサム）

マイクロソフト
- 格闘超人（開発：ドリームファクトリー）

マイルストーン
- トウィンクル クイーン
- プロジェクト ケルベルス

ミッチェル
- チャタンヤラクーシャンク

ミッドウェイゲームズ → ワーナー・ブラザース
- ウォーゴッズ
- バイオフリークス
- メイス・ザ・ダークエイジ
- モータルコンバットシリーズ（初代 - 『VS.DCユニバース』）

Mane6
- Them's Fightin' Herds

メサイヤ（日本コンピュータシステム） → エクストリーム
- 超兄貴 爆烈乱闘篇
- らんま1/2 町内激闘篇
- らんま1/2 爆烈乱闘篇

メディアリング
- 3次元格闘ボールズ

## や行
悠紀エンタープライズ
- アルカナハート（1のみ）
- サムライスピリッツ零シリーズ（開発担当）

ユークス
- 封神領域エルツヴァーユ

ユニバーサル インタラクティブ スタジオ
- ウェイ・オブ・ザ・ウォリアー

四次元
- 花の慶次 -雲のかなたに-

## ら行
ライトウェイト
- 剣豪 (元気のゲームソフト)シリーズ
- 斬 歌舞伎

ライトスタッフ
- フラッシュハイダース
- バトルタイクーン

レーザーソフト（日本テレネット） → エディア
- 対決!! ブラスナンバーズ

## わ行
ワーナー・ブラザース
- インジャスティス:神々の激突（開発：ネザーレルム・スタジオ）
- モータルコンバットシリーズ（2011年版以降）（開発：ネザーレルム・スタジオなど）

## その他
メーカー不詳
- Animelee
- Overgrowth
- Smash Champs